# Martijn Kaars
Martijn Kaars (* 5. März 1999 in Monnickendam) ist ein niederländischer Fußballspieler.
In seiner Kindheit und Jugend genoss er seine Ausbildung beim FC Volendam und bei Ajax Amsterdam. Bei ersterem feierte Kaars auch sein Profidebüt und war später dann auch für Helmond Sport aktiv. Seit 2024 steht er in Deutschland beim Zweitligisten 1. FC Magdeburg unter Vertrag. Zudem war Martijn Kaars auch Nachwuchsnationalspieler der Niederlande.

## Laufbahn als Fußballspieler

### Karriere im Verein
Martijn Kaars wurde in Monnickendam, einer Stadt zwischen Amsterdam und Volendam, geboren. Während seiner Kindheit spielte er für den ortsansässigen Fußballverein VV Monnickendam, bevor er im Jahr 2010 in die Jugendabteilung des FC Volendam wechselte. Dieser Verein war in der Saison 2008/09 ein Teil der Eredivisie und Kaars spielte nun vier Jahre in Volendam, bevor er in die berühmte Fußballschule von Ajax Amsterdam wechselte. Er durchlief nun alle Jugendmannschaften der „Ajacieds“ gehörte – ohne Einsatz – auch zum Kader der zweiten Mannschaft in der zweiten Liga. Im Sommer 2018 kehrte Martijn Kaars zu Volendam zurück und gab am 17. August 2018 im Alter von 19 Jahren bei der 1:2-Niederlage im Zweitligaspiel gegen den FC Den Bosch sein Profidebüt. In seinem ersten Jahr im Profibereich kam er zu insgesamt 15 Einsätzen (ein Tor), war aber noch häufiger für die zweite Mannschaft zum Einsatz gekommen und war dabei mit 19 Treffern treffsicher. In seinem zweiten Jahr etablierte sich Kaars dann in der Profimannschaft und war dann ab November 2019 Stammspieler. Hierbei schoss er elf Tore, allerdings wurde die Saison 2019/20 aufgrund der COVID-19-Pandemie abgebrochen. In seiner dritten Spielzeit in der Volendamer Profimannschaft schoss er seine Mannschaft mit elf Toren in die Play-offs um Auf- und Abstieg, scheiterte dort in der ersten Runde allerdings an NAC Breda. Sowohl in diesem Jahr als auch in der darauffolgenden Saison war Martijn Kaars häufiger Einwechselspieler und nun schoss er lediglich vier Tore, was auch darauf zurückzuführen war, dass er nun häufiger als Außenstürmer eingesetzt wurde. Der FC Volendam stieg schließlich in die Eredivisie auf, doch den Gang ins Oberhaus trat der Stürmer nicht an, weshalb er den Verein verließ.
Im Sommer 2023 folgte der Wechsel innerhalb der zweiten Liga zu Helmond Sport, wo Kaars sofort als Mittelstürmer Stammspieler wurde. Dass dieser Verein Platz 16 belegte und nicht schlechter abschnitt, lag auch an 14 Saisontoren. Eine Saison später fand sich Helmond Sport auf Platz elf wieder und dazu trugen auch 21 Tore von Kaars bei, der somit auf Platz zwei der Torschützenliste der zweiten niederländischen Liga landete. Er erweckte somit auch das Interesse aus dem Ausland und im Sommer 2024 wagte er den Schritt nach Deutschland. Martijn Kaars' neuer Arbeitgeber wurde der Zweitligist 1. FC Magdeburg.

### Nationalmannschaft
Martijn Kaars war während seiner Fußballerkarriere auch niederländischer Nachwuchsnationalspieler. Hierbei kam er im Trikot der Altersklassen U15 und U18 zum Einsatz.